# Eleições estaduais no Paraná em 1962
As eleições estaduais no Paraná em 1962 aconteceram em 7 de outubro como parte das eleições gerais em 22 estados e nos territórios federais do Amapá, Rondônia e Roraima. Foram eleitos os senadores Amaury Silva e Adolfo Franco, além de 25 deputados federais e 45 deputados estaduais.
O senador eleito com maior votação foi o advogado Amaury Silva. Nascido em Rio Negro, formou-se pela Universidade Federal do Paraná e nela foi professor. Sua carreira política teve início em Londrina onde foi vereador e em 1954 foi eleito deputado estadual pelo PR. Após migrar para o PTB foi reeleito em 1958. Quatro anos mais tarde foi eleito senador e em 18 de junho de 1963 assumiu o cargo de ministro do Trabalho no Governo João Goulart após a vitória do presidencialismo no plebiscito de 1963 e manteve o cargo até a instauração do Regime Militar de 1964 que lhe cassou o mandato e tirou os direitos políticos por dez anos com base no Ato Institucional Número Um. Exilado no Uruguai, retornou ao país em 1979 e ainda teve tempo de ingressar no MDB.
Cassado o titular, houve a efetivação de Melo Braga. Natural de Curitiba, formou-se advogado em 1931 na Universidade Federal do Paraná. Tal como Amaury Silva, atuou pela organização sindical e a partir do Paraná fundou o Partido Nacional do Trabalho, primeira agremiação política de âmbito nacional dedicada ao universo laboral, além de atuar na organização de outras legendas menos viáveis. Jornalista e sindicalista, foi eleito deputado federal pelo PTB em 1945 e 1950. Partícipe da Assembleia Nacional Constituinte que elaborou a Constituição de 1946, foi secretário de Agricultura e depois secretário de Justiça no governo Bento Munhoz da Rocha e após algumas derrotas eleitorais conquistou a suplência de senador em 1962.
A segunda cadeira senatorial em disputa foi conquistada pelo advogado Adolfo Franco. Formado em 1935 na Universidade Federal do Rio de Janeiro, voltou ao Paraná e ocupou a diretoria jurídica da Caixa Econômica Federal, foi diretor do Banco Comercial do Paraná, diretor da Carteira de Crédito Rural e Industrial do Banco do Brasil no governo do presidente João Café Filho, diretor da Associação Paranaense dos Cafeicultores e presidente da seção paranaense da Ordem dos Advogados do Brasil. Foi eleito governador do Paraná pela Assembleia Legislativa em para um mandato de nove meses em 1955 quando Bento Munhoz da Rocha renunciou para assumir o cargo de ministro da Agricultura. No ano seguinte trabalhou junto à Superintendência da Moeda e do Crédito e durante o curto governo do presidente Jânio Quadros foi membro do conselho de administração do BNDES. Filiado à UDN, foi eleito senador em 1962.

## Resultado da eleição para senador
Em relação à disputa para senador os arquivos do Tribunal Superior Eleitoral informam um total de 1.222.732 votos nominais ou votos válidos.
| Candidatos a senador da República | Primeiro suplente de senador      | Número | Coligação           | Votação | Percentual |
| --------------------------------- | --------------------------------- | ------ | ------------------- | ------- | ---------- |
| Amaury Silva PTB                  | Melo Braga PTB                    | -      | PTB (sem coligação) | 390.057 | 31,90%     |
| Adolfo Franco UDN                 | Milton Ribeiro de Menezes UDN     | -      | UDN (sem coligação) | 326.837 | 26,73%     |
| Bento Munhoz da Rocha PR          | Ulisses Guimarães PR              | -      | PR (sem coligação)  | 224.959 | 18,40%     |
| Moisés Lupion PST                 | Oscar Lopes Munhoz PST            | -      | PST (sem coligação) | 217.627 | 17,80%     |
| Sebastião Navarro Vieira Lins PSB | Agostinho Pereira Alves Filho PSB | -      | PSB (sem coligação) | 63.252  | 5,17%      |

## Deputados federais eleitos
São relacionados os candidatos eleitos com informações complementares da Câmara dos Deputados.

Representação eleita
  PTB: 10
  PSD: 6
  UDN: 5
  PDC: 4

| Deputados federais eleitos | Partido | Votação | Percentual | Cidade onde nasceu       | Unidade federativa |
| Plínio Costa               | PSD     | 52.306  |            | Curitiba                 | Paraná             |
| Kalil Maia Neto            | PTB     | 34.286  |            | São Paulo                | São Paulo          |
| Renato Celidônio           | PTB     | 29.724  |            | Agudos                   | São Paulo          |
| Hermes Macedo              | UDN     | 27.567  |            | Rio Pardo                | Rio Grande do Sul  |
| Newton Carneiro            | UDN     | 26.560  |            | Curitiba                 | Paraná             |
| José Richa                 | PDC     | 25.773  |            | São Fidélis              | Rio de Janeiro     |
| Accioly Filho              | PDC     | 24.782  |            | Paranaguá                | Paraná             |
| Braga Ramos                | UDN     | 23.843  |            | Teixeira Soares          | Paraná             |
| Miguel Buffara             | PTB     | 21.931  |            | Santos                   | São Paulo          |
| João Ribeiro               | PSD     | 20.672  |            | Campina Grande do Sul    | Paraná             |
| João Simões                | PSD     | 18.032  |            | Santos                   | São Paulo          |
| Antônio Baby               | PTB     | 16.572  |            | Mallet                   | Paraná             |
| Fernando Gama              | PTB     | 16.509  |            | Rio de Janeiro           | Rio de Janeiro     |
| Ivan Luz                   | PTB     | 16.268  |            | Rio de Janeiro           | Rio de Janeiro     |
| Wilson Chedid              | PTB     | 15.275  |            | Curitiba                 | Paraná             |
| Zacarias Seleme            | UDN     | 14.632  |            | Canoinhas                | Santa Catarina     |
| Antônio Annibelli          | PTB     | 13.748  |            | São Paulo                | São Paulo          |
| Jorge Curi                 | UDN     | 13.517  |            | São Paulo                | São Paulo          |
| Petrônio Fernal            | PTB     | 12.142  |            | Oliveira                 | Minas Gerais       |
| Elias Nacle                | PTB     | 12.091  |            | Borebi                   | São Paulo          |
| Rafael Rezende             | PSD     | 11.740  |            | Luminárias               | Minas Gerais       |
| Minoro Miyamoto            | PDC     | 11.636  |            | Promissão                | São Paulo          |
| Emílio Gomes               | PDC     | 9.402   |            | Ponta Grossa             | Paraná             |
| Paulo Montans              | PSD     | 8.777   |            | São Sebastião do Paraíso | Minas Gerais       |
| Lírio Bertoli              | PSD     | 8.223   |            | Taió                     | Santa Catarina     |

## Deputados estaduais eleitos
São relacionados os candidatos eleitos com informações complementares da Assembleia Legislativa do Paraná.

Representação eleita
  PDC: 12
  PTB: 12
  UDN: 9
  PSD: 7
  PTN: 2
  PSP: 1
  PRT: 1
  PR: 1

Fonteː
| Deputados estaduais eleitos           | Partido | Votação | Percentual | Cidade onde nasceu  | Unidade federativa |
| Moacyr Júlio Silvestre                | PTB     | 14.576  |            | Guarapuava          | Paraná             |
| Aníbal Khury                          | PTN     | 12.600  |            | Porto União         | Santa Catarina     |
| Antônio Ferreira Rüppel               | PDC     | 11.224  |            | Bocaiúva do Sul     | Paraná             |
| Luiz Alberto Dalcanale                | PTB     | 10.453  |            | Joaçaba             | Santa Catarina     |
| João Mansur                           | PDC     | 9.937   |            | Irati               | Paraná             |
| Jorge Miguel Nassar                   | PTB     | 9.420   |            | Curitiba            | Paraná             |
| João de Matos Leão                    | PSD     | 8.803   |            | Mallet              | Paraná             |
| José Justino Filgueiras Alves Pereira | UDN     | 8.209   |            | Miraí               | Minas Gerais       |
| Nilson Baptista Ribas                 | PDC     | 8.098   |            | Palmas              | Paraná             |
| Antônio Ueno                          | PDC     | 7.735   |            | Uraí                | Paraná             |
| João Antonio Braga Côrtes             | PDC     | 7.701   |            | Lapa                | Paraná             |
| Armando Queiroz de Morais             | PDC     | 7.607   |            | Viradouro           | São Paulo          |
| Emílio Humberto Carazzai              | PSD     | 7.579   |            | Arapongas           | Paraná             |
| Haroldo Leon Peres                    | UDN     | 7.516   |            | Rio de Janeiro      | Rio de Janeiro     |
| Benedito Pinto Dias                   | PDC     | 7.254   |            | Monções             | São Paulo          |
| Arnaldo Faivro Busato                 | PDC     | 7.158   |            | Jaú                 | São Paulo          |
| Túlio Vargas                          | PDC     | 7.123   |            | Piraí do Sul        | Paraná             |
| Francisco Escorsin                    | UDN     | 6.785   |            | Jaguariaíva         | Paraná             |
| Egon Pudell                           | PSD     | 6.688   |            | Santa Rosa          | Rio Grande do Sul  |
| Agostinho José Rodrigues              | PDC     | 6.619   |            | Curitiba            | Paraná             |
| Silvino Lopes de Oliveira             | PTB     | 6.559   |            | Lapa                | Paraná             |
| Miguel Dinizo                         | PTB     | 6.494   |            | Itatiba             | São Paulo          |
| Paulo Poli                            | UDN     | 6.486   |            | Almirante Tamandaré | Paraná             |
| João Vargas de Oliveira               | UDN     | 6.471   |            | Ponta Grossa        | Paraná             |
| Marino Pereira                        | PTB     | 6.470   |            | Rio de Janeiro      | Rio de Janeiro     |
| Paulo Afonso Alves de Camargo         | PR      | 6.431   |            | Guarapuava          | Paraná             |
| Edgard Távora                         | PSP     | 6.085   |            | Paranaguá           | Paraná             |
| Joaquim Néia de Oliveira              | PTB     | 6.038   |            | Ribeirão Claro      | Paraná             |
| Renato Loures Bueno                   | PDC     | 5.870   |            | Palmas              | Paraná             |
| Miran Pirih                           | PTB     | 5.800   |            | Nova Esperança      | Paraná             |
| José Vaz de Carvalho                  | PSD     | 5.713   |            | Paranavaí           | Paraná             |
| Rubens Requião                        | UDN     | 5.658   |            | Foz do Iguaçu       | Paraná             |
| Leon Naves Barcelos                   | PTB     | 5.653   |            | Bocaiúva do Sul     | Paraná             |
| José Afonso Fernandes                 | PDC     | 5.552   |            | Rio Negro           | Paraná             |
| Walter Alberto Pecoits                | PTB     | 5.458   |            | Erechim             | Rio Grande do Sul  |
| Ernesto Moro Redeschi                 | PSD     | 5.456   |            | Almirante Tamandaré | Paraná             |
| Dino Veiga                            | PSD     | 5.336   |            | São Paulo           | São Paulo          |
| Igo Losso                             | PRT     | 5.319   |            | Irati               | Paraná             |
| Horácio Vargas                        | UDN     | 5.274   |            | Ponta Grossa        | Paraná             |
| Leovegildo Salles                     | PSD     | 5.259   |            | Carlópolis          | Paraná             |
| Amadeu Puppi                          | UDN     | 5.173   |            | Paranaguá           | Paraná             |
| Eurico Batista Rosas                  | PTB     | 4.984   |            | Ponta Grossa        | Paraná             |
| Piratan Araújo                        | PTB     | 4.984   |            | Ponta Grossa        | Paraná             |
| Olívio Belich                         | PTN     | 4.887   |            | Porto Amazonas      | Paraná             |
| Almir Moreira Passos                  | UDN     | 4.759   |            | Curitiba            | Paraná             |